# Trompa

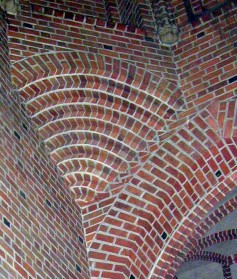
Trompa - Katedra w Poznaniu

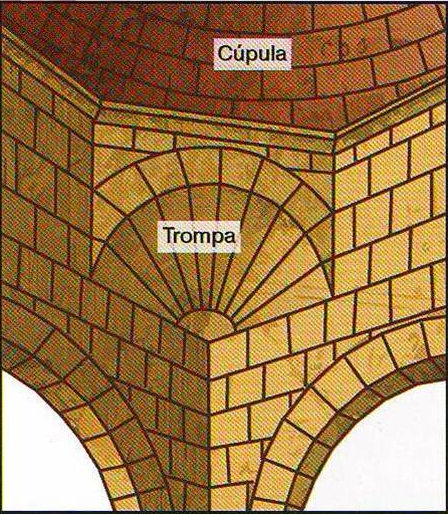
Schemat z kopułą i trompą

Trompa – narożny detal architektoniczny (wysklepek) pozwalający na przejście z rzutu czworobocznego do ośmiobocznego lub koła (a nawet elipsy jak w katedrze w Pizie) stanowiącego podstawę kopuły. Trompa jest rodzajem małego sklepienia złożonego z łęczków zwiększających się ku górze.
Przykłady:
- trzy wschodnie wieże-latarnie chórowe w katedrze w Poznaniu
- kaplica św. Antoniego w kościele Augustianów na Piasku we Wrocławiu